# Division I (Schach) 1972/73
Die Saison 1972/73 war die vierte Spielzeit der Allsvenskan im Schach.

## Division I Norra
In der Nord-Staffel lieferten sich der Vorjahresfinalist Wasa SK und Upsala ASS ein Kopf-an-Kopf-Rennen um die Finalqualifikation, und trotz der Niederlage im direkten Vergleich lag Upsala am Ende vorn. Aus der Division II waren Allians Gävle und der SK Rockaden Stockholm aufgestiegen. Während Rockaden Stockholm den Klassenerhalt erreichte und seitdem ununterbrochen der höchsten schwedischen Spielklasse angehört, musste Gävle zusammen mit Schack-27 Kamraterna Stockholm direkt wieder absteigen.

### Abschlusstabelle
| Pl. | Verein                         | Sp | G | U | V | MP   | Brett-P.  |
| --- | ------------------------------ | -- | - | - | - | ---- | --------- |
| 01. | Upsala ASS                     | 7  | 5 | 1 | 1 | 11:3 | 33,0:23,0 |
| 02. | Wasa SK (V)                    | 7  | 5 | 0 | 2 | 10:4 | 33,0:23,0 |
| 03. | SK Rockaden Stockholm (N)      | 7  | 4 | 0 | 3 | 8:6  | 30,0:26,0 |
| 04. | SK Rockaden Umeå               | 7  | 4 | 0 | 3 | 8:6  | 29,5:26,5 |
| 05. | Södra SS                       | 7  | 3 | 1 | 3 | 7:7  | 30,0:26,0 |
| 06. | Akademiska SK Uppsala          | 7  | 3 | 0 | 4 | 6:8  | 21,0:35,0 |
| 07. | Schack-27 Kamraterna Stockholm | 7  | 2 | 0 | 5 | 4:10 | 25,0:31,0 |
| 08. | Allians Gävle (N)              | 7  | 1 | 0 | 6 | 2:12 | 22,5:33,5 |

### Entscheidungen
|     | qualifiziert für das Finale: Upsala ASS                                     |
|     | Absteiger in die Division II: Schack-27 Kamraterna Stockholm, Allians Gävle |
| (V) | Staffelsieger der letzten Saison                                            |
| (N) | Aufsteiger der letzten Saison                                               |

### Kreuztabelle
| Ergebnisse | Ergebnisse                     | 01. | 02. | 03. | 04. | 05. | 06. | 07. | 08. |
| ---------- | ------------------------------ | --- | --- | --- | --- | --- | --- | --- | --- |
| 01.        | Upsala ASS                     |     | 2½  | 5½  | 5½  | 4   | 6½  | 4½  | 4½  |
| 02.        | Wasa SK                        | 5½  |     | 5   | 3   | 5   | 6½  | 3   | 5   |
| 03.        | SK Rockaden Stockholm          | 2½  | 3   |     | 4½  | 3½  | 6   | 4½  | 6   |
| 04.        | SK Rockaden Umeå               | 2½  | 5   | 3½  |     | 4½  | 2½  | 6   | 5½  |
| 05.        | Södra SS                       | 4   | 3   | 4½  | 3½  |     | 6½  | 5½  | 3   |
| 06.        | Akademiska SK Uppsala          | 1½  | 1½  | 2   | 5½  | 1½  |     | 4½  | 4½  |
| 07.        | Schack-27 Kamraterna Stockholm | 3½  | 5   | 3½  | 2   | 2½  | 3½  |     | 5   |
| 08.        | Allians Gävle                  | 3½  | 3   | 2   | 2½  | 5   | 3½  | 3   |     |

## Division I Södra
In der Süd-Staffel gewann der Limhamns SK alle Wettkämpfe und distanzierte den Titelverteidiger Lunds ASK um fünf Punkte. Aus der Division II waren der SK Kamraterna und die zweite Mannschaft des Lunds ASK aufgestiegen. Beide Aufsteiger erreichten den Klassenerhalt, absteigen mussten hingegen die Schacksällskapet Manhem und Malmö AS, die im Vorjahr nur wegen der schlechteren Brettpunkte die Qualifikation für das Finale verpasst hatten.

### Abschlusstabelle
| Pl. | Verein                        | Sp | G | U | V | MP   | Brett-P.  |
| --- | ----------------------------- | -- | - | - | - | ---- | --------- |
| 01. | Limhamns SK                   | 7  | 7 | 0 | 0 | 14:0 | 38,5:17,5 |
| 02. | Lunds ASK I. Mannschaft (M,V) | 7  | 4 | 1 | 2 | 9:5  | 32,5:23,5 |
| 03. | SK Kamraterna (N)             | 7  | 3 | 2 | 2 | 8:6  | 28,5:27,5 |
| 04. | SS Allians Skänninge          | 7  | 2 | 2 | 3 | 6:8  | 26,5:29,5 |
| 05. | Lundby Schacksällskap         | 7  | 3 | 0 | 4 | 6:8  | 26,0:30,0 |
| 06. | Lunds ASK II. Mannschaft (N)  | 7  | 2 | 1 | 4 | 5:9  | 24,5:31,5 |
| 07. | Schacksällskapet Manhem       | 7  | 1 | 2 | 4 | 4:10 | 26,0:30,0 |
| 08. | Malmö AS                      | 7  | 2 | 0 | 5 | 4:10 | 21,5:34,5 |

### Entscheidungen
|     | qualifiziert für das Finale: Limhamns SK                        |
|     | Absteiger in die Division II: Schacksällskapet Manhem, Malmö AS |
| (M) | Meister der letzten Saison                                      |
| (V) | Staffelsieger der letzten Saison                                |
| (N) | Aufsteiger der letzten Saison                                   |

### Kreuztabelle
| Ergebnisse | Ergebnisse               | 01. | 02. | 03. | 04. | 05. | 06. | 07. | 08. |
| ---------- | ------------------------ | --- | --- | --- | --- | --- | --- | --- | --- |
| 01.        | Limhamns SK              |     | 4½  | 5½  | 5½  | 6½  | 5   | 5   | 6½  |
| 02.        | Lunds ASK I. Mannschaft  | 3½  |     | 4   | 4½  | 5½  | 3½  | 5½  | 6   |
| 03.        | SK Kamraterna            | 2½  | 4   |     | 4   | 2½  | 5½  | 5   | 5   |
| 04.        | SS Allians Skänninge     | 2½  | 3½  | 4   |     | 2½  | 5½  | 4   | 4½  |
| 05.        | Lundby Schacksällskap    | 1½  | 2½  | 5½  | 5½  |     | 3   | 4½  | 3½  |
| 06.        | Lunds ASK II. Mannschaft | 3   | 4½  | 2½  | 2½  | 5   |     | 4   | 3   |
| 07.        | Schacksällskapet Manhem  | 3   | 2½  | 3   | 4   | 3½  | 4   |     | 6   |
| 08.        | Malmö AS                 | 1½  | 2   | 3   | 3½  | 4½  | 5   | 2   |     |

## Finale
Im Finale trafen mit Upsala ASS und dem Limhamns SK die Sieger der beiden Staffeln aufeinander. Während das Hinspiel mit 5:3 noch einigermaßen knapp an Upsala ging, landeten sie im Rückspiel einen 6½:1½-Kantersieg und wurden damit schwedischer Mannschaftsmeister.

### Hinspiel
| Upsala ASS           | Limhamns SK          | Ergebnis |
| -------------------- | -------------------- | -------- |
| Börje Jansson        | Harry Schüssler      | 1:0      |
| Göran Sperber        | Björgvin Viglundsson | 0:1      |
| Bertil Westin        | Dragutin Dolenec     | ½:½      |
| Peter Karlsson       | Arne Bjuhr           | 1:0      |
| Alexander Hildebrand | Jan Ohlin            | 1:0      |
| Ulf Norevall         | Jan Roth             | ½:½      |
| Ben Hayes            | Lars Grahn           | 0:1      |
| Rudolf Pettersson    | T. Therkelsson       | 1:0      |

### Rückspiel
| Upsala ASS           | Limhamns SK          | Ergebnis |
| -------------------- | -------------------- | -------- |
| Börje Jansson        | Harry Schüssler      | 1:0      |
| Göran Sperber        | Björgvin Viglundsson | ½:½      |
| Bertil Westin        | Dragutin Dolenec     | 0:1      |
| Peter Karlsson       | Arne Bjuhr           | 1:0      |
| Alexander Hildebrand | Jan Ohlin            | 1:0      |
| Ulf Norevall         | Jan Roth             | 1:0      |
| Ben Hayes            | Lars Grahn           | 1:0      |
| Rudolf Pettersson    | T. Therkelsson       | 1:0      |

Anmerkung: Der Vorname des Spielers T. Therkelsson ließ sich nicht ermitteln.

## Die Meistermannschaft
| 1.            | Upsala ASS |
| Schachfiguren | Börje Jansson, Göran Sperber, Bertil Westin, Peter Karlsson, Alexander Hildebrand, Ulf Norevall, Ben Hayes, Rudolf Pettersson. |